# PDP-10
Il PDP-10 ("Programmed Data Processor model 10") era un computer fabbricato da Digital Equipment Corporation (DEC) a partire dagli inizi del 1970. Fu la macchina che rese il time sharing comune; è famoso nel folklore degli hacker a causa della sua adozione a metà degli anni settanta da parte di molte università nei loro laboratori di ricerca, inclusi il Laboratorio AI del MIT e il Project MAC sempre del MIT, il Laboratorio AI di Stanford e la Carnegie Mellon University.

## Descrizione
Il PDP-10 era basato ampiamente sul precedente PDP-6; usava anch'esso word lunghe 36 bit. Alcuni aspetti del suo set di istruzioni (principalmente le istruzioni bit-field) sono ancora considerate insuperate.

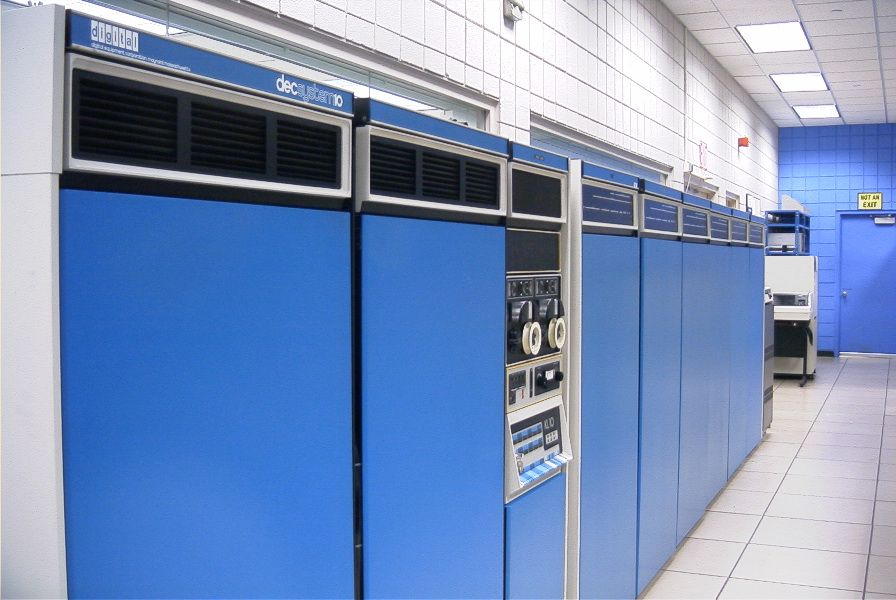
KL10-DA 1090 CPU e memoria

Il processore originale del modello era il KA10, che usava transistor discreti racchiuso nella tecnologia Flip chip di DEC, non includeva hardware per il paging, solo due insiemi di registri "base and bounds", che permettevano ad ogni metà dello spazio di indirizzamento dell'utente di essere limitato ad una frazione della memoria principale, creando quindi il modello tipico di Unix che separava il segmento a sola lettura del codice dal segmento di lettura/scrittura dei dati. Alcune macchine KA10 (ad esempio quella del MIT e presso BBN) furono modificate per aggiungere il supporto al paging.
Il processore KA10 fu rimpiazzato dal KI10, che usava circuiti integrati a tecnologia TTL e non supportava il paging; questo a sua volta fu rimpiazzato dal KL10, che usava la tecnologia ECL. In più il KA10 aveva una capacità di memoria massima di 256 Kword (circa 1150 Kbyte); i processori seguenti rimossero questa limitazione. Le ultimi versioni del KL10 rimossero anche la limitazione di 256 Kword per lo spazio di indirizzamento dell'utente.
Il PDP-10 fu infine eclissato dai computer supermini VAX (discendenti del PDP-11 a 16 bit) quando DEC riconobbe che le linee di prodotti PDP-10 e VAX erano in competizione fra di loro e decise di concentrare i propri sforzi di sviluppo sul più redditizio VAX. La macchina fu infine rimossa dalla produzione di DEC nel 1983, seguendo il fallimento del progetto Jupiter di DEC mirato a costruire un nuovo modello. Alcuni tentativi da parte di altre compagnie di vendere dei cloni come Foonly e Mars ebbero solo un successo limitato.
Questo evento decretò il destino del sistema operativo ITS e la cultura tecnica che generò il Jargon File originale. Negli anni novanta il fatto di aver potuto lavorare sui PDP-10 divenne una sorta di segno di onorificenza dei vecchi tempi fra gli hacker.
Le istruzioni dell'assembly del PDP-10 LDB e DPB (load/deposit byte, carica/deposita byte) esistono tuttora come funzioni nel linguaggio di programmazione Common Lisp.
Will Crowther creò Adventure, il primo prototipo dei giochi di ruolo su computer, per il PDP-10. Esiste la leggenda che il film di fantascienza della Disney Tron abbia una (presumibilmente non autorizzata) connessione con il PDP-10; l'istruzione TRON (Test Right-halfword Ones and skip if Not masked) è in effetti l'istruzione numero 666...

## Curiosità
Nel film Codice: Swordfish del 2001 con John Travolta, Hugh Jackman, Halle Berry, l'hacker Stanley Jobson (Hugh Jackman) va a prendere il suo vecchio worm in un PDP10 connesso ad internet presso la sua università.